# Patricia (orkaan)

Patricia terwijl de orkaan aan land komt.

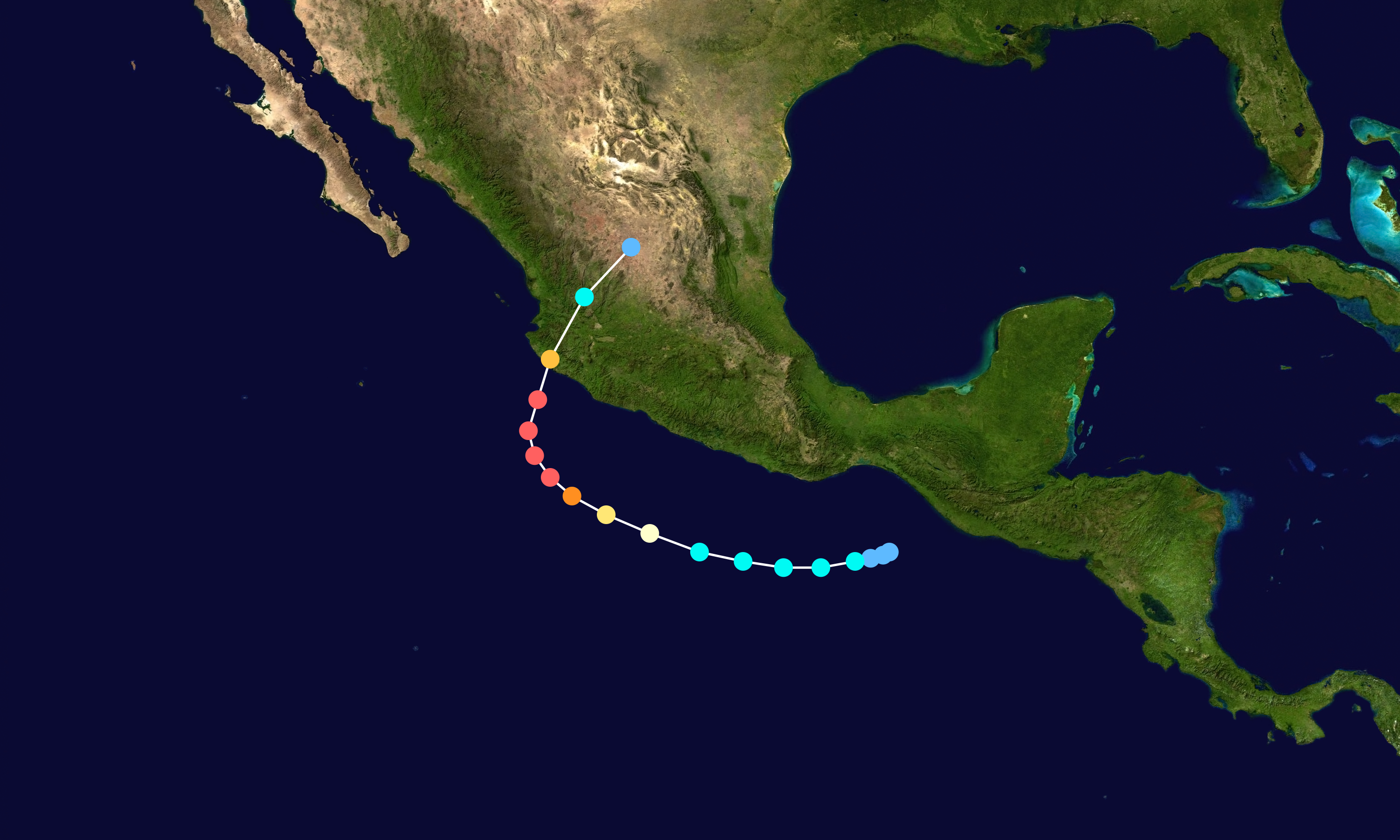
Baan van Patricia met toenemende en boven land afnemende intensiteit.

Animatie in false-colors van Patricia, gebaseerd op infrarood-opnamen van 23 oktober 2015.

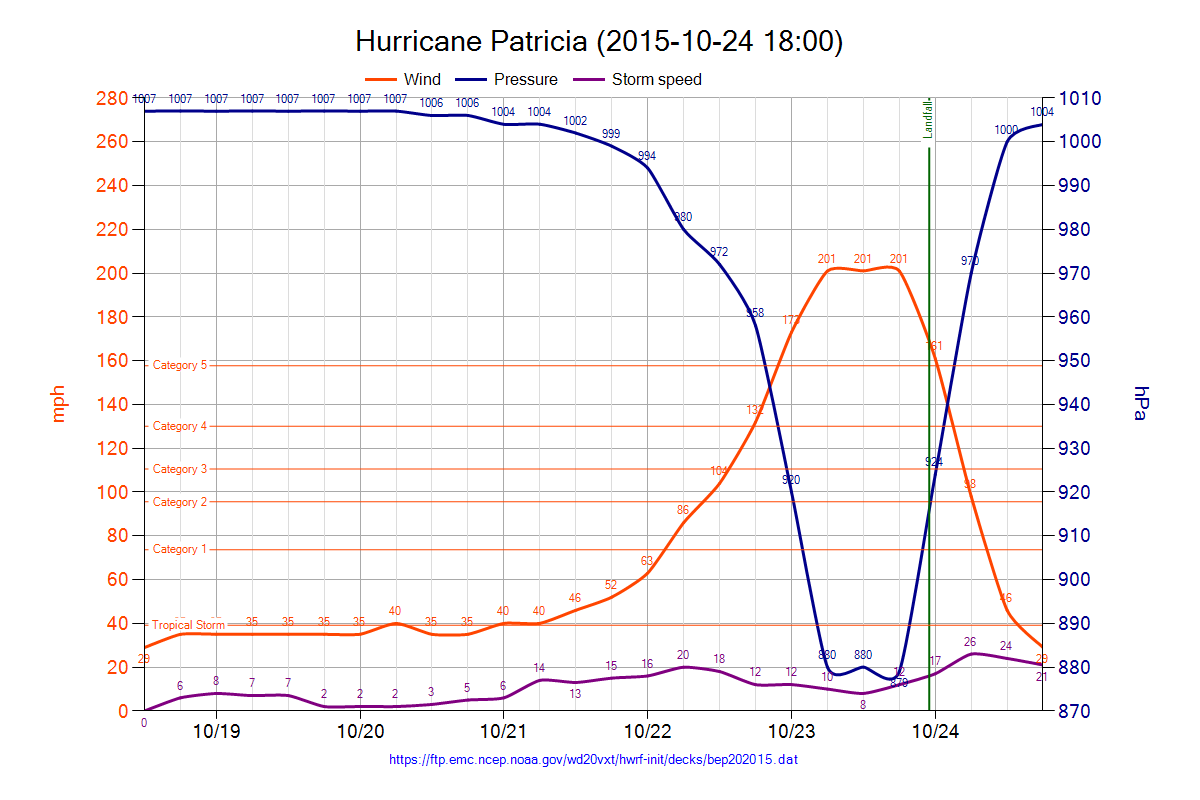

Orkaan Patricia was een tropische cycloon in de Grote Oceaan voor de westkust van Mexico. De constante windsnelheden van 325 km/uur met geschatte windstoten van tegen de 400 km/uur zijn mogelijk de hoogst gemeten ooit, waarmee deze orkaan ruimschoots in de vijfde categorie van de schaal van Saffir-Simpson valt. De luchtdruk is met 879 hPa de laagst gemeten ooit.
De orkaan ontstond halverwege oktober 2015 als tropische storing bij de Golf van Tehuantepec. Op 20 oktober ontwikkelde deze zich tot tropische depressie 20-E. Gedurende de nacht van 20 op 21 oktober werd deze opgeschaald naar een tropische storm die de naam Patricia kreeg, de vierentwintigste benoemde storm van het 2015 orkaanseizoen van de Grote Oceaan. De cyclogenese vorderde daarna aanvankelijk traag, maar op 22 oktober groeide de tropische storm zeer snel uit tot een orkaan die door de kracht en de baan als extreem gevaarlijk werd beoordeeld, en tot het uitroepen van de noodtoestand in Mexico noodzaakte.
Rond 18:15 CST op 23 oktober kwam het oog van Patricia aan land in de staat Jalisco. Met windsnelheden van 265 km/uur was het toen nog steeds een orkaan van de vijfde categorie. Doordat dit relatief schaars bewoond gebied is, viel de schade mee. In de nacht daarna zwakte de orkaan vrij snel af tot categorie twee, mede door het bergachtige gebied. Gedurende 24 oktober trok de orkaan in noordoostelijke richting over Mexico en zwakte af tot een tropische storm. In de middag verloor het systeem nog boven Mexico zijn stormkracht. Het resulterende lagedrukgebied trok met hevige neerslag verder richting Texas. Daar mengde het zich als trog met een ander niet-tropisch lagedrukgebied.